# Катафалк

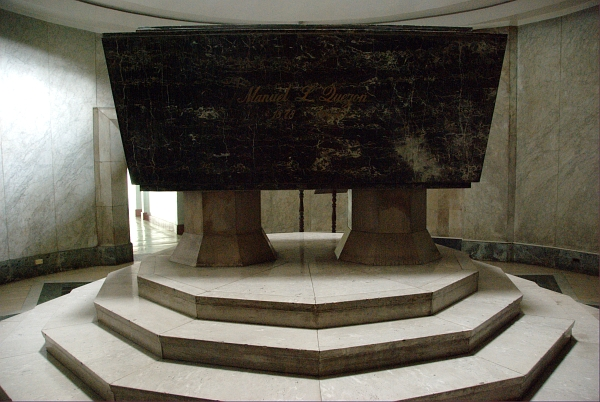
Катафалк-постамент у гробниці Мануеля Кесона. Кесон-Сіті.

Катафа́лк (від італ. catafalco < нар.-лат. catafalicum — «відповідне високому помосту») — постамент для встановлення труни в залі прощання або безпосередньо перед проведенням поховання. Також існують пересувні катафалки, призначення яких — перевезення труни з тілом небіжчика, родичів і близьких померлого на цвинтар, до будівлі траурних цивільних обрядів або в крематорій і повернення учасників з похорону.